# Las liściasty

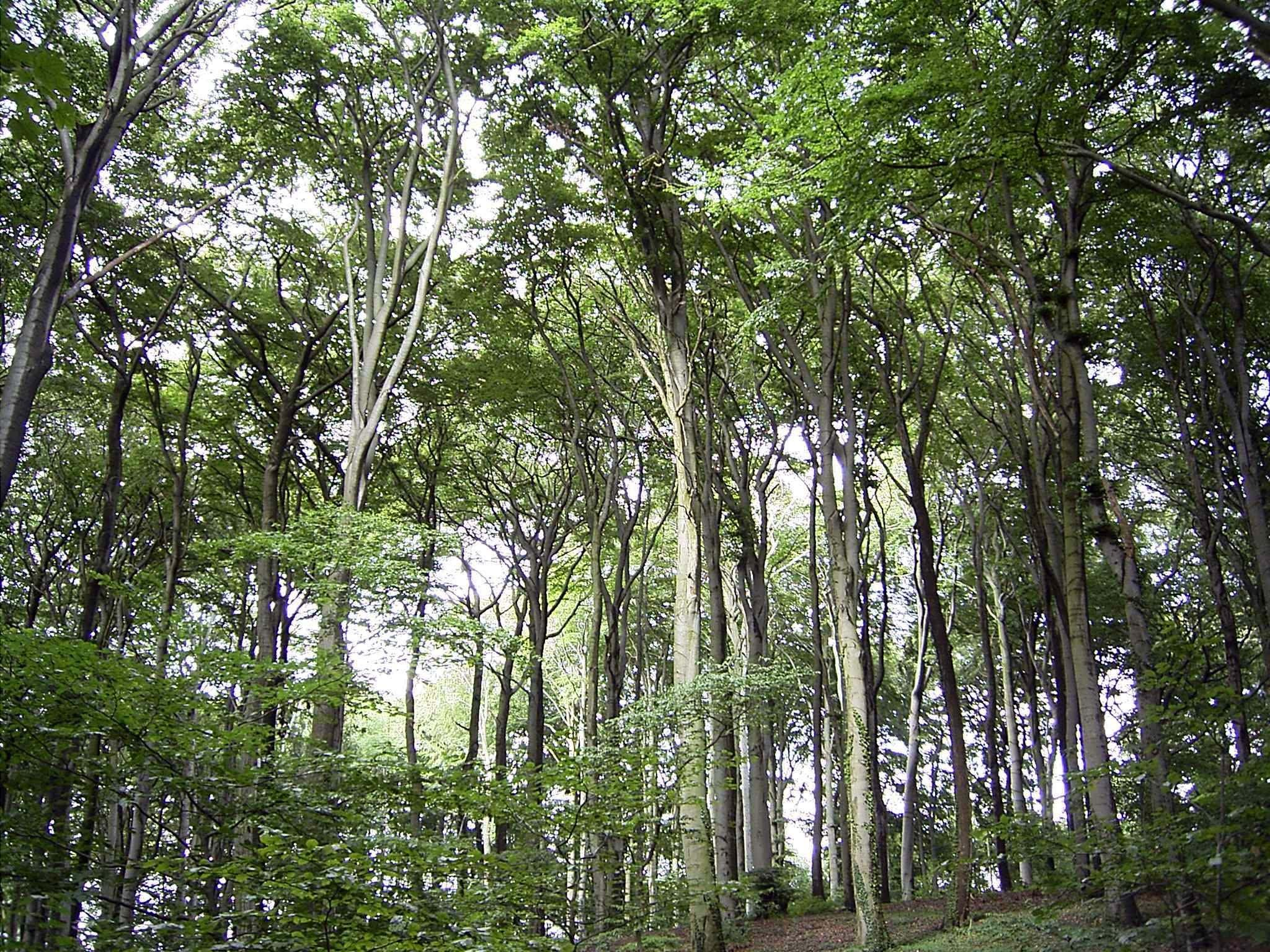
Buczyna – przykład lasu liściastego zrzucającego liście na zimę

Las liściasty, las właściwy, las – ekosystem leśny z dominacją w drzewostanie drzew liściastych należących do roślin okrytonasiennych, bez udziału lub tylko z niewielką domieszką gatunków drzew iglastych. Lasy liściaste tworzą kilka typów formacji roślinnych. W warunkach środkowoeuropejskich termin ten stosowany jest często do określania typowych dla klimatu umiarkowanego chłodnego lasów liściastych zrzucających liście na zimę.
Lasy liściaste uwzględniane są w klasyfikacjach stref klimatyczno-roślinnych.

## Lasy liściaste w podziale formacji roślinnych
Mianem lasu liściastego określa się określone typy ekosystemów leśnych kształtujące się w różnych strefach klimatyczno-roślinnych:
- lasy liściaste okresowo zielone:
  - lasy liściaste zrzucające liście na zimę – spotykane w strefie klimatu umiarkowanego w Europie, Azji i Ameryce Północnej,
  - lasy monsunowe (lasy liściaste zrzucające liście w porze suchej) – spotykane w strefie podzwrotnikowej i zwrotnikowej zróżnicowanej na porę deszczową i suchą,
- lasy liściaste wiecznie zielone:
  - wilgotne lasy równikowe,
  - lasy wawrzynolistne (w szerszym ujęciu lasy deszczowe strefy umiarkowanej[3]),
  - lasy twardolistne.

Lasy liściaste jako nadrzędna grupa obecne są w typologii lasów według Władimira Sukaczewa, podkreślającej kluczowe znaczenie przodujących w lesie gatunków drzew występujących w górnej warstwie drzew. Typologia ta odnosi się do lasów euroazjatyckich i lasy liściaste dzielone są na lasy liściaste szerokolistne i drobnolistne.
Lasy liściaste drobnolistne to lasy z drzewostanem zdominowanym przez osikę oraz brzozę brodawkowatą i omszoną, zwane kołkami. Tworzą pas w Azji między tajgą i stepami.
Lasy liściaste szerokolistne to pozostałe lasy zrzucające liście na zimę występujące w strefie umiarkowanej w Europie, wschodniej Azji i w Ameryce Północnej. Dominują w nich buki, dęby, graby i lipy.

## Ewolucja
Poznana flora kopalna pozwala na stwierdzenie, że pierwotnie istniały jedynie drzewa wiecznie zielone. Pierwsze drzewa zrzucające liście pojawiły się w wyniku ewolucji w okresie kredy. Do powstania drzew zrzucających liście doszło na styku strefy gorącej i umiarkowanej. Liczba gatunków drzew zrzucających liście w okresie gorącym i suchym powoli wzrastała. Największą powierzchnię lasy zrzucające liście osiągnęły w młodszym trzeciorzędzie. Mimo że lasy liściaste mają większe zapotrzebowanie na pierwiastki odżywcze – w odpowiednich warunkach są bardziej konkurencyjne – wytwarzają więcej biomasy. W trzeciorzędzie lasy iglaste zostały wyparte do strefy umiarkowanej chłodnej (borealnej) i obszarów górskich. W tym czasie lasy liściaste występowały nawet daleko na północy Europy, na Spitsbergenie, Grenlandii i na Alasce. Przyczyną zrzucania liści przez drzewa lasów położonych daleko na północy mogła być nie niska temperatura, lecz brak światła podczas nocy polarnej. Mróz jako czynnik wymuszający zrzucanie liści nabrał znaczenia nieco później. W miocenie, w Europie Środkowej dominowały drzewa wiecznie zielone. W pliocenie liczba gatunków drzew wiecznie zielonych gwałtownie spadła, szczególnie na północy i wschodzie Europy (nad dolnym Rodanem gatunki drzew wiecznie zielonych stanowią około 50%, w okolicach ujścia Renu 20%, w pobliżu Frankfurtu nad Menem tylko 5%). Lasy zrzucające liście w klimacie umiarkowanym są typowe dla półkuli północnej. W strefie umiarkowanej półkuli południowej szata roślinna złożona jest z drzew niemal wyłącznie wiecznie zielonych. Przykładowo wśród drzew z rodziny bukowatych (Fagaceae), drzewa z rodzaju buk (Fagus) dominujące w ekosystemach półkuli północnej zrzucają liście, a drzewa z rodzaju bukan (Nothofagus) występujące na półkuli południowej w większości są wiecznie zielone.

## Lasy liściaste klimatu umiarkowanego

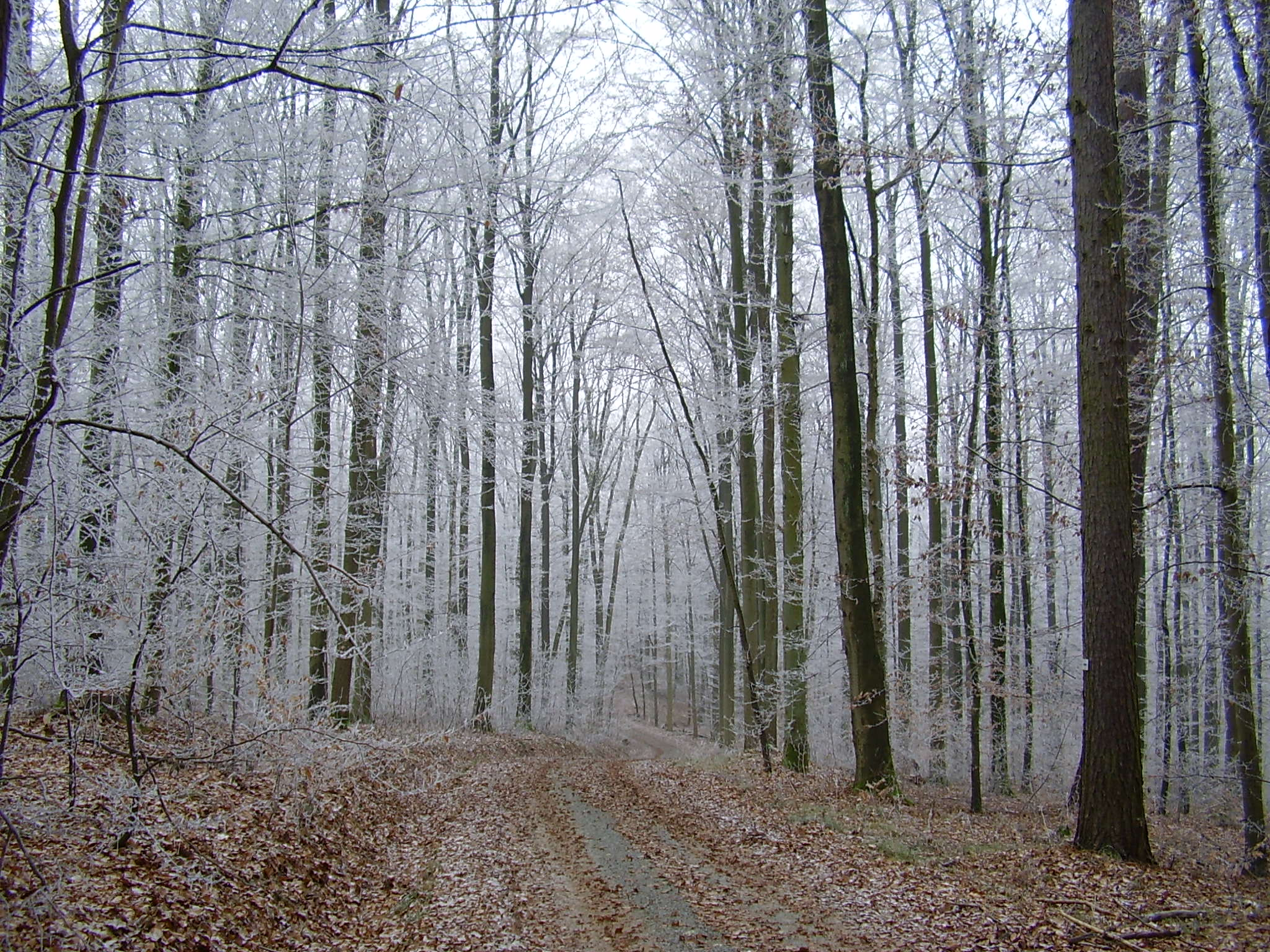
Bezlistny las liściasty w okresie zimowym

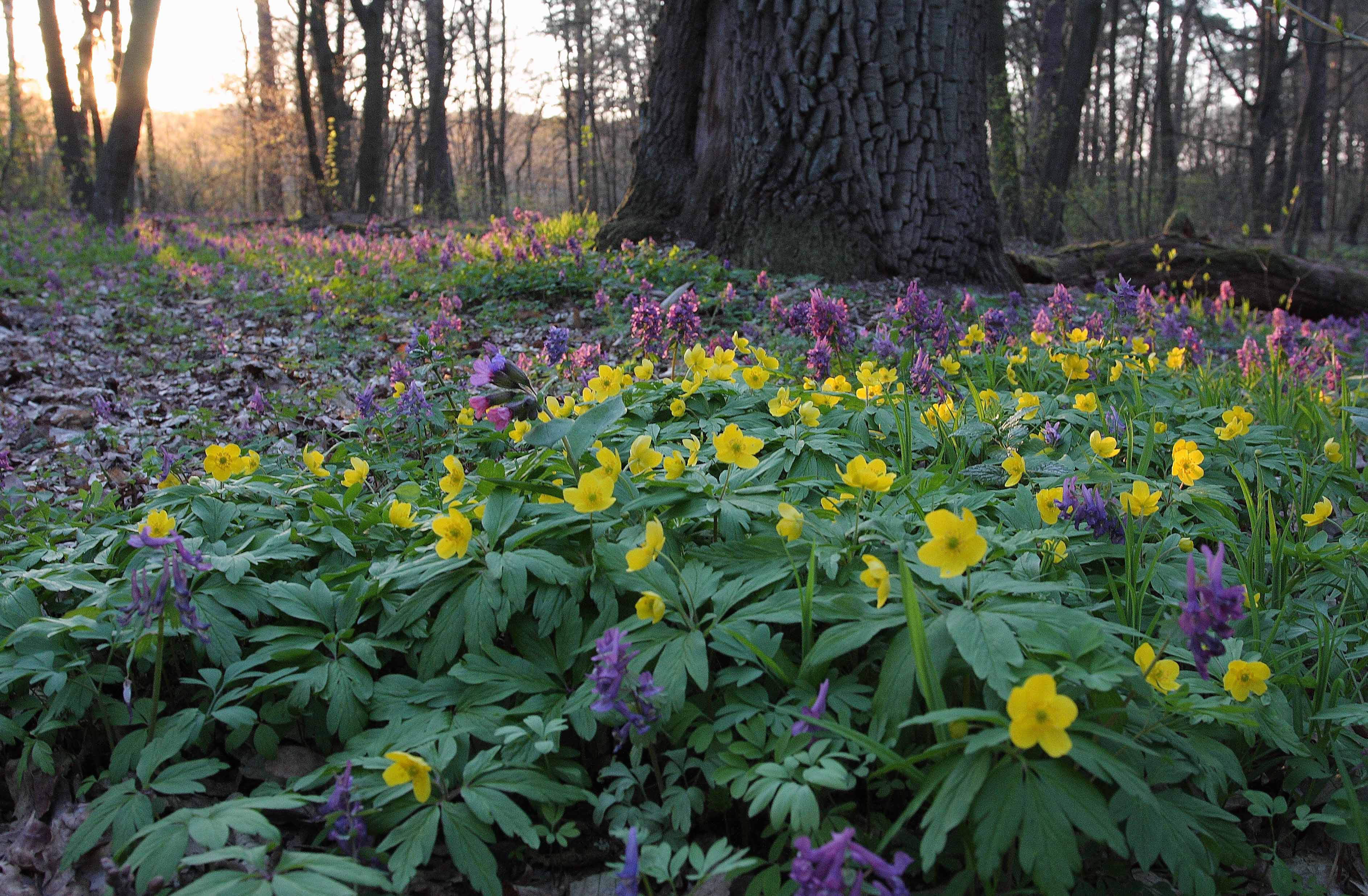
Kwietne runo lasu liściastego wiosną

W warunkach środkowoeuropejskich „lasy liściaste” utożsamiane są z lasami liściastymi zrzucającymi liście na zimę tworzącymi pas między borealnymi lasami iglastymi (tajgą) na północy i strefą stepów i roślinności obszaru śródziemnomorskiego na południu. Między tymi biomami występują strefy przejściowe, które przykładowo w Europie wschodniej są szersze niż pas lasów liściastych. Z powodu gospodarki leśnej determinującej skład gatunkowy drzewostanów, strefę lasów liściastych zajmuje współcześnie mozaika pozostałości takich lasów wraz z lasami mieszanymi i iglastymi. W wyniku bowiem jednostronnej gospodarki leśnej znaczna część wielogatunkowych lasów liściastych została w przeszłości zastąpiona jednogatunkowymi drzewostanami sosnowymi i świerkowymi (pinetyzacja). W dodatku duże powierzchnie lasów liściastych zajmujących żyzne siedliska zostały odlesione i zajęte przez użytki rolne i osiedla.
W drzewostanie lasu liściastego dominują gatunki liściaste i tylko w domieszkach występować mogą iglaste, takie jak: jodła, świerk i modrzew. Ten typ lasów reprezentują w Europie środkowej: buczyny, grądy, lasy łęgowe, dąbrowy i olsy. Często są to lasy wielogatunkowe i zwykle zajmują bogate (żyzne) siedliska (w typologii siedlisk leśnych te żyzne zajmowane przez lasy liściaste określa się ogólną nazwą siedlisk lasowych). Charakterystyczny jest dla tych lasów roczny rytm rozwoju, z zimowym okresem spoczynku. Niekorzystną dla wegetacji porę roku drzewa spędzają zrzucając liście i zabezpieczając w pąkach zawiązki przyszłorocznych pędów przed mrozami. Ze względu na zazwyczaj silne zacienienie dna lasu w okresie letnim, charakterystyczne dla lasów liściastych jest także bujnie rozwinięte runo w okresie wiosennym. W odróżnieniu od lasów iglastych cechują się one też luźniejszą strukturą, co wraz z żyzną, próchniczną glebą powstającą dzięki opadającym liściom sprzyja bujniejszemu rozwojowi podszytu i runa, a także fauny glebowej. Zróżnicowanie struktury przekłada się zwykle na zwiększenie zróżnicowania gatunkowego tych lasów (wyjątkiem są naturalnie ubogie strukturalnie i gatunkowo buczyny). Bogatą florą i fauną cechują się zwłaszcza lasy liściaste Azji wschodniej i Ameryki Północnej, podczas gdy lasy Europy są znacznie uboższe. Charakterystyczny dla tych ekosystemów jest niewielki udział roślin jednorocznych ze względu na niekorzystne warunki świetlne oraz słaby rozwój warstwy mszystej, ze względu na opad liści (mszaki zasiedlają głównie wystające nad glebę pnie i głazy).

### Produkcja biomasy i bioklimat
Lasy liściaste cechują się większym od borów przyrostem biomasy, przy czym na tę samą ich masę zużywają więcej pierwiastków odżywczych, zwłaszcza azotu, fosforu, wapnia i magnezu, podczas gdy w przypadku potasu zużycie jest podobne w obu przypadkach. Zasoby biomasy w lasach liściastych wynoszą zwykle od 400 do 500 t/ha, a ich produktywność to 15t/ha na rok. Lasy liściaste odbijają 15–20% promieni słonecznych w stanie ulistnionym i 11% w stanie bezlistnym, a do dna lasu dociera poniżej 1% promieni (nieco więcej w bardzo starych drzewostanach). Średnia temperatura dzienna jest o ok. 2 °C mniejsza na dnie lasu niż w koronach, a średnie maksimum temperatury jest mniejsze nawet o 11 °C. Wyraźnie zwiększona jest przy dnie lasu średnia wilgotność powietrza, zmniejszona zaś siła wiatru (wynosi ok. 10% prędkości wiatru ponad koronami drzew). W koronach drzew zatrzymywanych jest 11–12% opadów. Transpiracja jest latem tak silna w lesie liściastym, że zwykle z opadów nic nie dociera do wód gruntowych.
Las liściasty o powierzchni 10 tys. ha zatrzymuje, a następnie oddaje do środowiska około 500 000 m³ wody. W związku z tym może być uważany za swoisty zbiornik retencyjny – oczyszcza bowiem i magazynuje wodę. W efekcie ekosystem ten chroni przed erozją i powodziami. Lasy liściaste są bardziej odporne od iglastych na zanieczyszczenie powietrza, a w strefie ich koron następuje alkalizacja kwaśnych opadów, co ogranicza wypłukiwanie z gleby biogenów.

## Lasy liściaste jako strefa klimatyczno-roślinna
W klasyfikacji stref klimatycznych opublikowanej przez Lwa Berga, lasy liściaste są jedną z 12 takich nich (obejmującą obszar występowania lasów liściastych zrzucających liście na zimę).
W klasyfikacji stref klimatyczno-roślinnych Heinricha Waltera lasy liściaste pojawiają się w większym zróżnicowaniu odpowiednio do różnych formacji różnych stref klimatycznych. W obszarze tropikalnym Walter wyróżnił strefy: równikowych lasów deszczowych, zwrotnikowe lasy deszczowe w zasięgu deszczów pasatowych, lasy deszczowe ulistnione w porze deszczowej. W obszarze pozatropikalnym na półkuli północnej: zimozielone lasy liściaste strefy umiarkowanej ciepłej, lasy zrzucające liście na zimę, lasy klimatu oceanicznego, subarktyczne lasy brzozowe. W obszarze pozatropikalnym na półkuli południowej: lasy deszczowe strefy umiarkowanie ciepłej i lasy deszczowe strefy umiarkowanie zimnej.

## Teledetekcja
Podział drzewostanów na iglaste, mieszane i liściaste może być wykonany z wykorzystaniem obrazów satelitarnych. Początkowo lasy liściaste i mieszane wyróżniano jako jedną klasę, w której analiza spektralna wskazywała na przewagę drzew liściastych, jednak ze względu na przewagę powierzchni liści nad igłami w tej klasie mogły znaleźć się także drzewostany o 40% udziale drzew gatunków liściastych. W dziale programu CORINE o nazwie CORINE land cover nadzorowanym przez Europejską Agencję Środowiskową, wyróżniono już jako oddzielne klasy lasy iglaste, lasy mieszane i lasy liściaste. Możliwe jest też dokonanie automatycznej klasyfikacji danych teledetekcyjnych z wydzieleniem klasy użytkowania terenu w postaci lasów liściastych poprzez obiektową analizę obrazu (OBIA – ang. Object Based Image Analysis). W efekcie lasy liściaste jako klasa użytkowania są obecne w systemach GIS.
W systemie klas użytkowania przestrzeni Europejskiej Agencji Środowiska za las liściasty uważane są powierzchnie pokryte na co najmniej 30% koronami drzew liściastych, przy czym udział gatunków liściastych wśród wszystkich drzew wynosi co najmniej 75%.